# 브와디스와프 1세
브와디스와프 1세(폴란드어: Władysław I, 1260년 ~ 1333년 3월 2일)는 폴란드의 왕(재위: 1320년 ~ 1333년)으로 별명은 단신왕(폴란드어: Łokietek 워키에테크[*])이다. 폴란드 공국들의 일련을 함께 하나의 왕국으로 재통합하는 데 성공하고, 강한 국가를 위한 창설에 전력을 기울이기로 알려졌다.
브와디스와프 1세는 콘라트 1세 고공의 손자로서 1275년 아버지 쿠야비 공작 카지미에시 1세의 뒤를 이었고, 1296년 폴란드 고공국의 귀족들에 의하여 황태자로 선출되었다. 그러고나서 귀족들은 충성을 1300년 그니에즈노(Gniezno)에서 폴란드 국왕에 오른 보헤미아의 국왕 바츨라프 2세에게 이동하였다.
그의 왕위 계승에 강조를 찾으려한 브와디스와프는 로마에 건너가 교황 보니파시오 8세의 후원을 얻었다. 그러고나서, 1305년 헝가리인들의 도움으로 바츨라프 2세와 전쟁을 시작하였다. 1305년 폴란드 소공국을, 1314년 폴란드 대공국을 차지하여 포메른과 단치히를 포함한 발트해 연안에 놓인 북부의 통치권을 얻기도 하였다. 폴란드의 땅들을 재통일한 성과와 함께 1320년 1월 20일 폴란드 왕위에 오른다.
그는 더 나가서의 튜턴 기사단과의 논쟁에 관련되었다. 1331년 폴란드와 튜턴 기사단 사이의 전쟁이 터지자, 9월 27일 프워브체 전투에서 튜턴 기사단에게 심한 패전을 입혔다. 외교적으로는 헝가리와 우호관계를 강화시키는 데 추구하였고, 자신의 아들 카지미에시를 알도나 오나 게디미나이테(Aldona Ona Gediminaitė, 리투아니아 대공 게디미나스(Gediminas)의 딸)와 결혼시키면서, 리투아니아의 폴란드 습격을 멈출 수 있었다. 또한 폴란드 국가의 미래 번창을 위한 만장 일치의 기초를 설립하였다. 1333년 3월 2일 크라쿠프에서 사망하였다.